# Zapora Hagneck

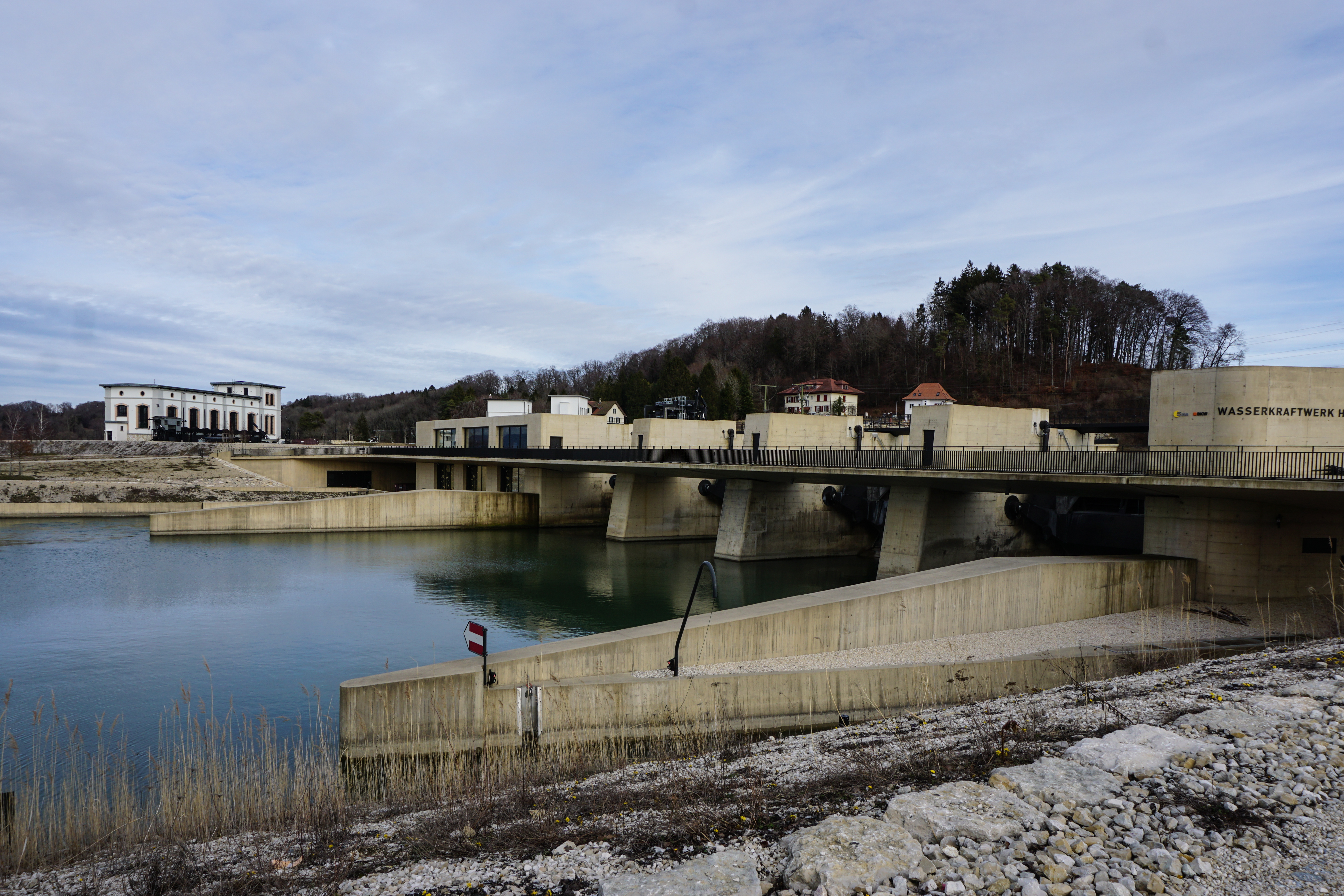
Zapora Hagneck. Na pierwszym planie nowa zapora z elektrownią Hagneck 2, na drugim – budynek starej elektrowni Hagneck 1.

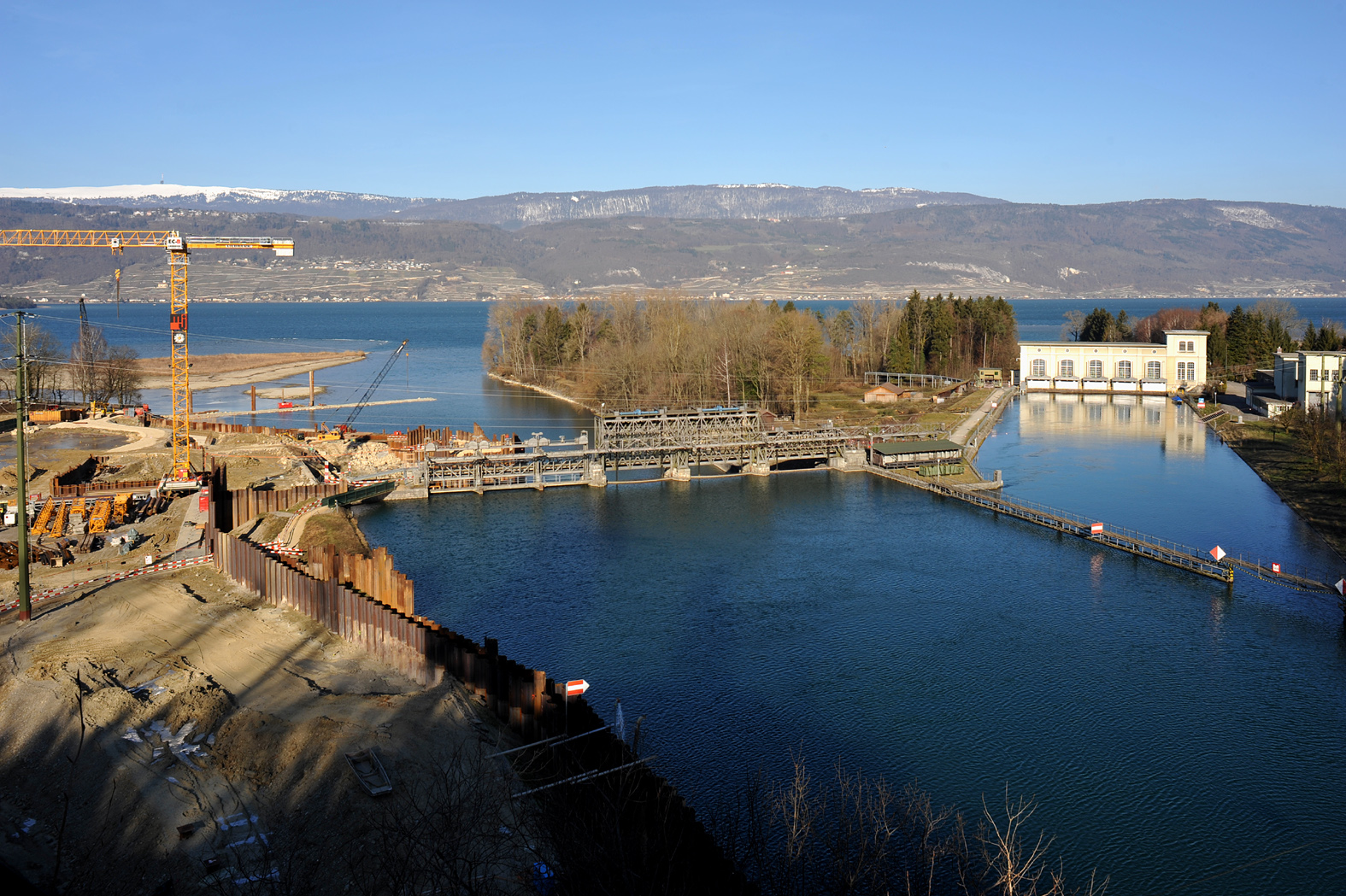
Zespół zapór Hagneck w czasie przebudowy w 2012 r. Po prawej budynek starej elektrowni Hagneck 1, w centrum widoczny jeszcze stary jaz, na którego miejscu powstanie Hagneck 2. W głębi jezioro Biel (Bienne), w tle masyw Chasseral (1606 m n.p.m.) w Jurze.

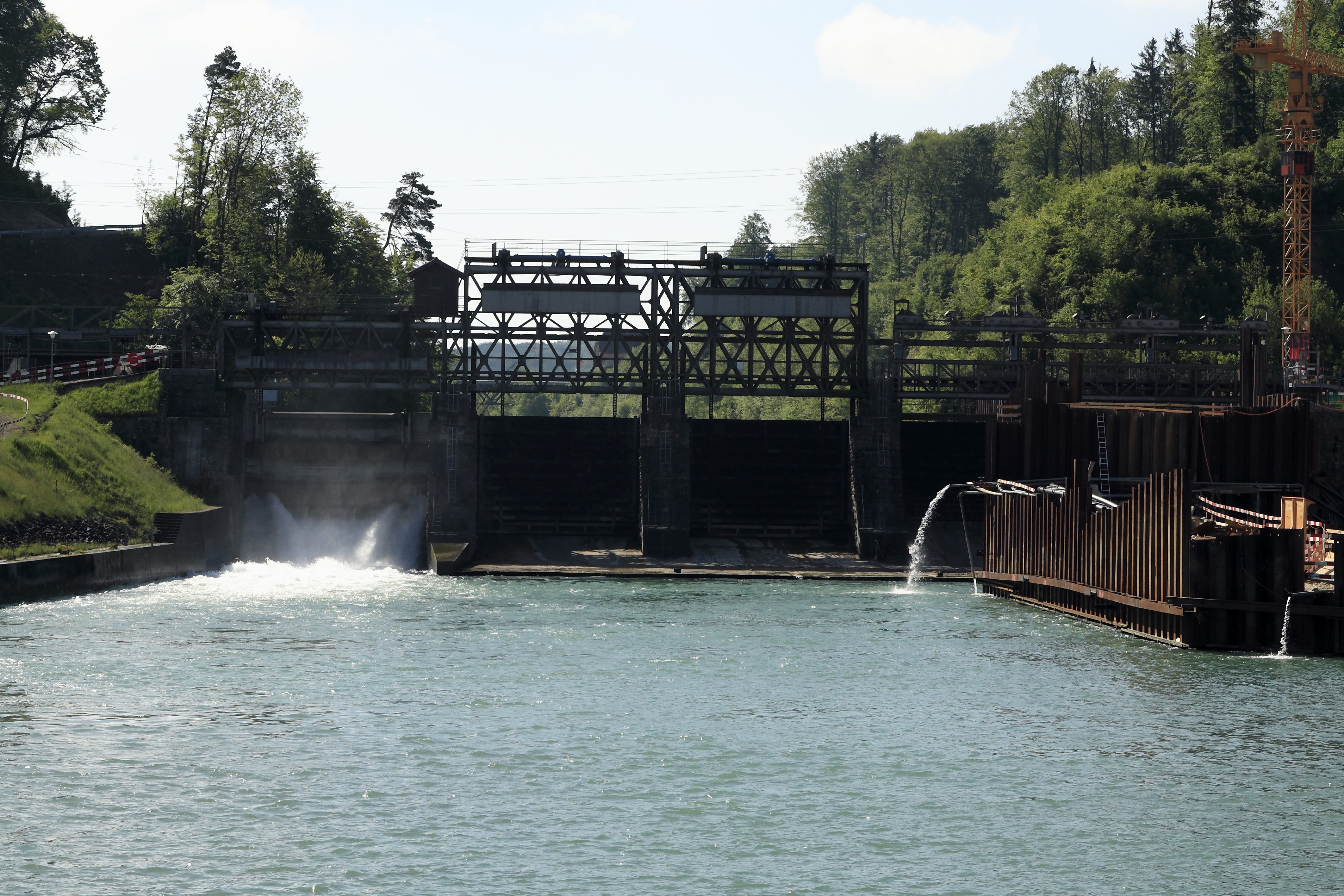
Zapora Hagneck. Stary jaz od strony dolnej wody. (2012 r.)

Zapora Hagneck – zapora wodna w północno-zachodniej Szwajcarii, w kantonie Berno. Przegradza kanał Hagneck (stanowiący de facto fragment koryta rzeki Aare) tuż przed jego ujściem do jeziora Biel (Bienne) w miejscowości Hagneck. Ponieważ historycznie ujście kanału do jeziora zostało uformowane w postaci dwóch odnóg, rozdzielonych niewielką wysepką, są to w rzeczywistości dwie oddzielne konstrukcje, z których każda jest obecnie wyposażona w przepływową elektrownię wodną (należą do Forces Motrices Bernoises SA).

## Historia
Kanał Hagneck powstał w trakcie prac związanych z tzw. pierwszą korektą wód Jury w drugiej połowie XIX w. Przejął wody rzeki Aare w rejonie Aarbergu, by poprowadzić je do jeziora Biel (Bienne) w Hagneck.
Od 1878 roku nieużywana woda przepływała kanałem do jeziora Biel (Bienne). Pułkownik Eduard Will, który później został pierwszym dyrektorem przedsiębiorstwa zarządzającego (Bernische Kraftwerke AG - BKW), zdołał przekonać okoliczne społeczności do budowy siłowni wodnej. Ponieważ w bezpośrednim sąsiedztwie obiektu nie było wówczas przemysłu, który mógłby wykorzystać energię mechaniczną, należało wybrać rozwiązanie, które umożliwi przesyłanie energii na większą odległość. Wykorzystanie energii elektrycznej do takich celów było w tym czasie jeszcze w powijakach, dlatego pierwszym planem było wykorzystanie turbin siłowni do mechanicznego napędu sprężarek, które miałyby zasilać sieć sprężonego powietrza. Taki system działał w Paryżu od 1888 roku. Dopiero na krótko przed rozpoczęciem budowy podjęto decyzję o wytwarzaniu energii elektrycznej, nawet jeśli na początku nie było wiadomo, kto kupi wytworzoną energię.
Koncesja na budowę elektrowni Hagneck została udzielona 30 maja 1891 r. przez rząd Berna gminom Biel, Erlach, Hagneck, La Neuveville, Nidau i Täuffelen. Ponieważ same gminy nie miały wystarczających środków na sfinansowanie projektu, 19 grudnia 1898 r. założyły wraz z kilkoma osobami prywatnymi i spółką Motor AG z Baden firmę Elektrizitätswerk Hagneck AG. Motor AG przejął również budowę systemu. Prace budowlane przy elektrowni, nazywanej obecnie Hagneck 1, rozpoczęto w 1897 r., a eksploatację rozpoczęto w październiku 1900 r. Koszt budowy wyniósł 3,6 mln franków szwajcarskich. Wraz z budową elektrowni Hagneck w 1900 roku, oprócz wykorzystania różnicy wysokości wody do wytwarzania energii elektrycznej możliwe było również zmniejszenie prędkości przepływu wody, a tym samym zatrzymanie tendencji do erozji kanału. W latach 1913/14 został przebudowany stary jazy roletowy. Zestawy maszyn wymieniano od 1931 do 1934 r. [4], a w 1957 r. nastąpiła kolejna renowacja obiektu. Ostatnią modernizację przeprowadzono w latach 2010-2015. Elektrownia, oznaczana jako Hagneck 1, posiada 2 przepływowe turbiny Kaplana o mocy 1,5 MW każda i jedną małą turbinę o mocy 0,15 MW. Elektrownia pracuje do dziś, należy do najstarszych tego typu obiektów w Szwajcarii i w Europie.
Od czasów uruchomienia elektrowni w 1900 r. zapora na lewej odnodze kanału działała na zasadzie jazu, utrzymującego z jednej strony oczekiwany przepływ Aare, a z drugiej – poziom wody pożądany dla pracy elektrowni na prawej odnodze. Podczas gruntownej renowacji kanału Hagneck w latach 2011-2015 w jego miejscu wybudowano zupełnie nową zaporę. Nowy jaz został zaprojektowany jako konstrukcja betonowa z czterema otworami przelewowymi, z zasuwami segmentowymi z zamocowaną klapą. Został zaprojektowany do wytrzymania ekstremalnych powodzi z przepływami 2700 m³/s (woda tysiącletnia) – powinien przepuścić taki przepływ nawet trzema tylko polami jazowymi przy zatrzymanych maszynach.
Podczas budowy wydobyto 100 tys. m3 skały i ziemi. Zużyto 50 tys. m³ betonu.
Maszynownia usytuowana jest na prawym brzegu i łączy się z jazem poprzez masywny filar oddzielający. Szerokość pola jednej maszyny wynosi 9,5 m. Obie maszyny wraz ze filarem działowym mają szerokość 25 m. Wzniesienie osi wirnika turbiny (423,9 m n.p.m.) znajduje się 5,4 m poniżej średniego poziomu podwodnego. Najgłębszy punkt maszynowni znajduje się w kanale turbiny na wysokości 418,4 m n.p.m., a więc około 8,5 m poniżej średniego poziomu podwodnego lub 19,3 m poniżej górnego poziomu wody.
W nowej maszynowni zainstalowano dwie poziome turbiny Kaplana z podwójną regulacją o przepływie nominalnym 140 m³/s każda. Moc wyjściowa każdej z dwóch turbin wynosi 10,5 MW. Główne dane maszyny to: średnica wirnika 4,40 m, nominalna prędkość obrotowa 107 obrotów na minutę. Przepływ wody przez turbiny można przerwać zamykając dyfuzory. Dwa generatory synchroniczne o osi poziomej, umieszczone w obudowach wirników turbin, o mocy znamionowej 13,75 MVA każdy i napięciu wyjściowym 6,6 kV są napędzane bezpośrednio przez turbiny i chłodzone obiegiem chłodzenia powietrze-woda. Ciepło odpadowe ogrzewa zimą maszynownię. Dwa transformatory - po jednym na generator - przekształcają napięcie generatora na napięcie sieciowe 16 kV. Transformatory, znajdujące się w budynku elektrowni, są również chłodzone obiegiem chłodzącym powietrze-woda.
Rozbudowa elektrowni umożliwiła podnieść granicę rocznej produkcji energii elektrycznej do poziomu około 110 GWh, co odpowiada zapotrzebowaniu 27 500 gospodarstw domowych. Nowa elektrownia wodna Hagneck jest najnowocześniejszą elektrownią rzeczną w Szwajcarii.
Aktualnie całkowita moc zainstalowanych turbin w obu elektrowniach wynosi łącznie 24,15 MW (z czego 2x1,5 MW i 1x0,15 MW w Hagneck 1 oraz 2x10,5 MW w Hagneck 2). Około 60% energii jest wytwarzane latem, a pozostałe 40% zimą. Okres koncesji (do 2095 roku) dotyczy obu elektrowni. W 2019 r. produkcja energii brutto tej elektrowni wyniosła 98,3 GWh. Zarządza nią (oraz elektrownią Brügg) firma Centrales électriques du lac de Bienne SA (CELBI).
Zapora w Hageneck dysponuje specjalną pochylnią, co umożliwia przeprawianie niewielkich jednostek pływających o maksymalnych wymiarach 10 m (długość) x 2,4 m (szerokość) x 2 m (wysokość).
Podczas przebudowy kompleksu duży nacisk położono na renaturalizację otoczenia obiektu. Szwajcarska federalna ustawa o rybołówstwie przewiduje, że przy budowie elektrowni wodnych należy podjąć środki, które umożliwią rybom swobodną migrację. W systemie zapór Hagneck zapewniają to kanały obejściowe i przepławki. Bloki kamienne ułożono z centymetrową precyzją, a nachylenie dna i przepływ wody uregulowano tak, aby warunki przepływu stwarzały optymalne warunki dla około 30 rodzimych gatunków ryb. Łącznie wydatki na modernizację ekologiczną wyniosły około 15 mln CHF, czyli około 10% kosztów budowy. Otoczenie infrastruktury zespołu hydroenergetycznego Hageneck otrzymało w 2017 r. nagrodę „Pejzaż roku” (fr. Paysage suisse de l'année), przyznawaną przez „Fondation suisse pour la protection et l'aménagement du paysage”.